# Xanthorhoe albodivisaria
Xanthorhoe albodivisaria là một loài bướm đêm trong họ Geometridae.